# 横手市立十文字中学校
横手市立十文字中学校（よこてしりつ じゅうもんじちゅうがっこう）は、秋田県横手市十文字町十五野新田にある公立中学校。

## 概要
現行の十文字中学校は、旧十文字中学校・十文字西中学校の統合によって、2010年（平成22年）に新生・十文字中学校として開校した学校であり、十文字地域（旧十文字町）の全域を学区とする地域唯一の中学校となっている。
旧十文字中学校は、1951年（昭和26年）に十文字町と三重村が連合して設置した「十文字町三重村組合立南羽中学校」を前身とし、両町村が合併した際に「十文字町立十文字中学校」と改称された。統合後も利用されている現行の校舎は1987年（昭和62年）に竣工したもので、2万1,774m2の敷地に校舎・テニスコート・グラウンド・野球場などが整備されており、総工費は13億7,801万円。敷地は増田営林署苗圃用地を払い受けたものである。
なお、移転前の校舎跡は現在「十字の里」として整備されており、十文字図書館・展示ホール・資料展示室からなる「十字館」や、野外ステージ、テニスコート2面などがある。

## 沿革
- 1951年4月1日 - 「十文字町三重村組合立南羽中学校」として開校[7][3]。
- 1952年5月 - 校章制定[7]。
- 1954年10月1日 - 町村合併により、「十文字町立十文字中学校」と改称[3]。
- 1956年12月28日 - 校歌・校章制定[7]。
- 1987年
  - 8月1日 - 新校舎竣工[8]。
  - 10月8日 - 新校舎竣工式挙行[8]。
  - 9月14日 - 校訓「春風秋霜」制定[8]。
- 2005年10月1日 - 市町村合併により、「横手市立十文字中学校」と改称。
- 2010年
  - 2月7日 - 閉校記念式典・思い出を語る会開催[9]。
  - 4月1日 - 旧十文字中学校・十文字西中学校が統合して、新生「横手市立十文字中学校」開校[1][10]。
  - 4月5日 - 開校式挙行[10]。
  - 4月6日 - 第1回入学式挙行[10]。
- 2011年3月14日 - 第1回卒業式挙行[10]。
- 2012年4月5日 - 校訓「共躍大志」制定[1]。
- 2024年4月 - 複数担任制の試験導入を開始[11]。市内では他に醍醐小と大雄小で実施[11]。

## 学区
- 十文字小学校の学区[2]

## 進学前小学校
- 横手市立十文字小学校[12]

## 周辺

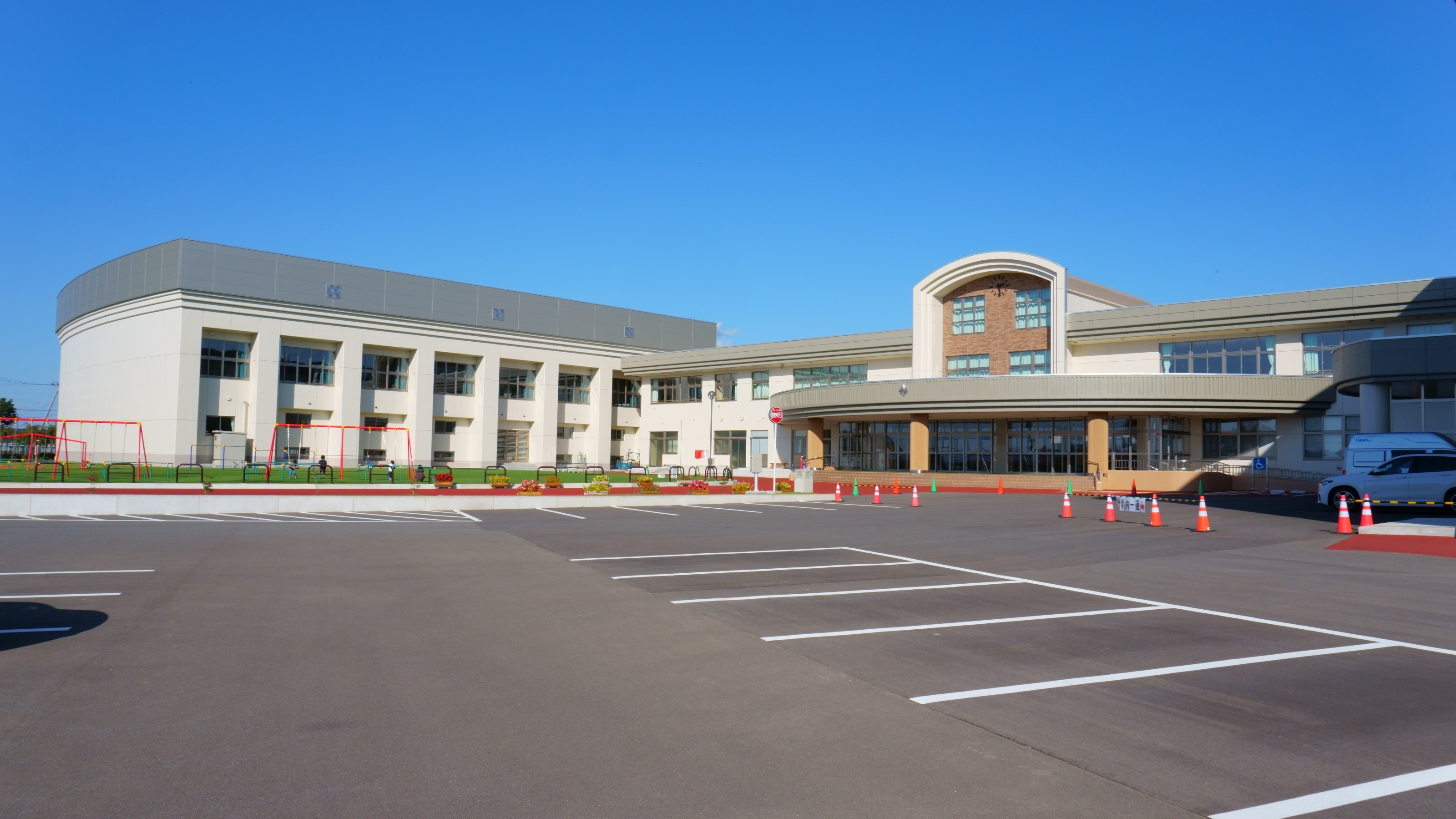
横手市立十文字小学校
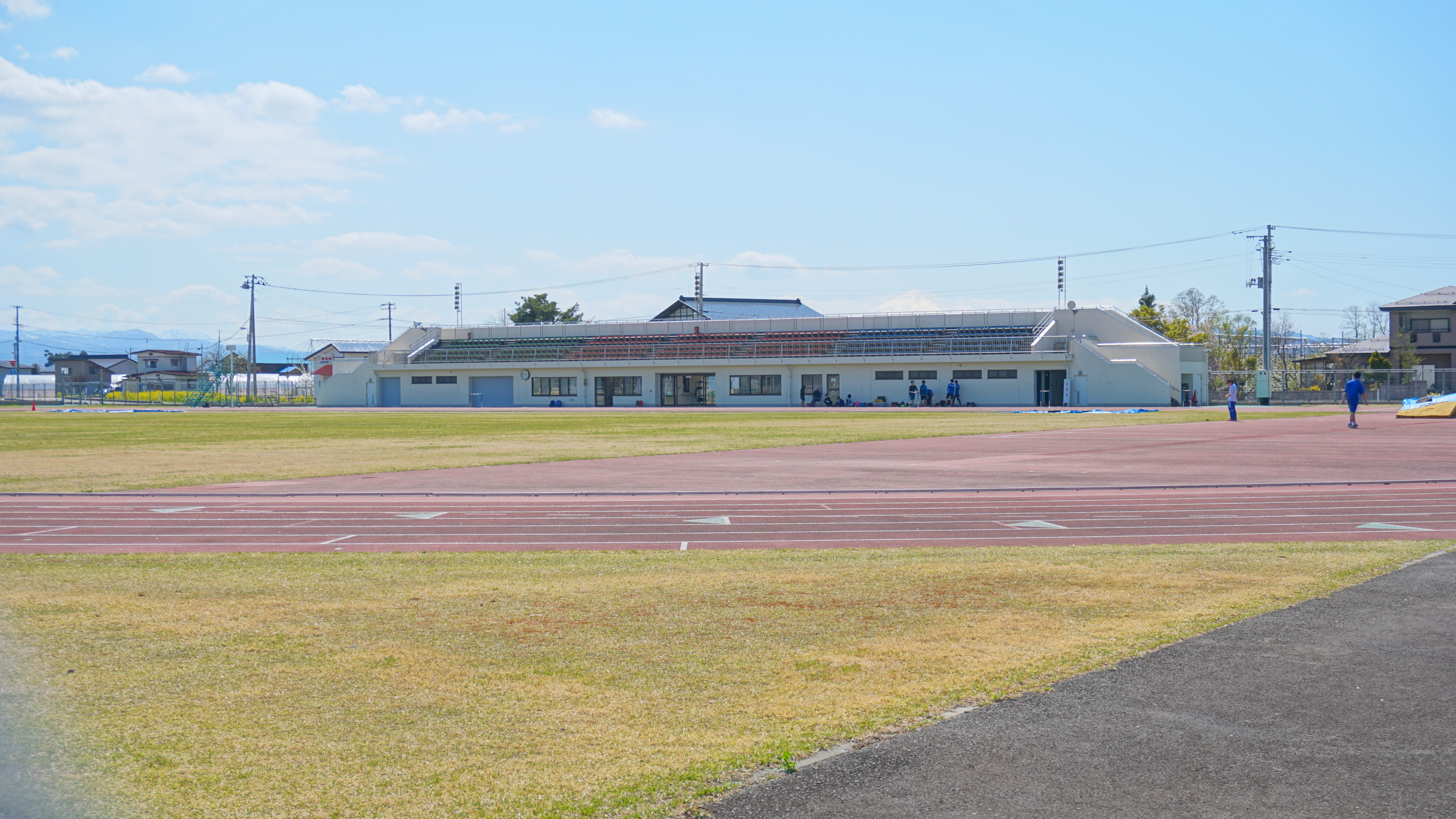
十文字陸上競技場
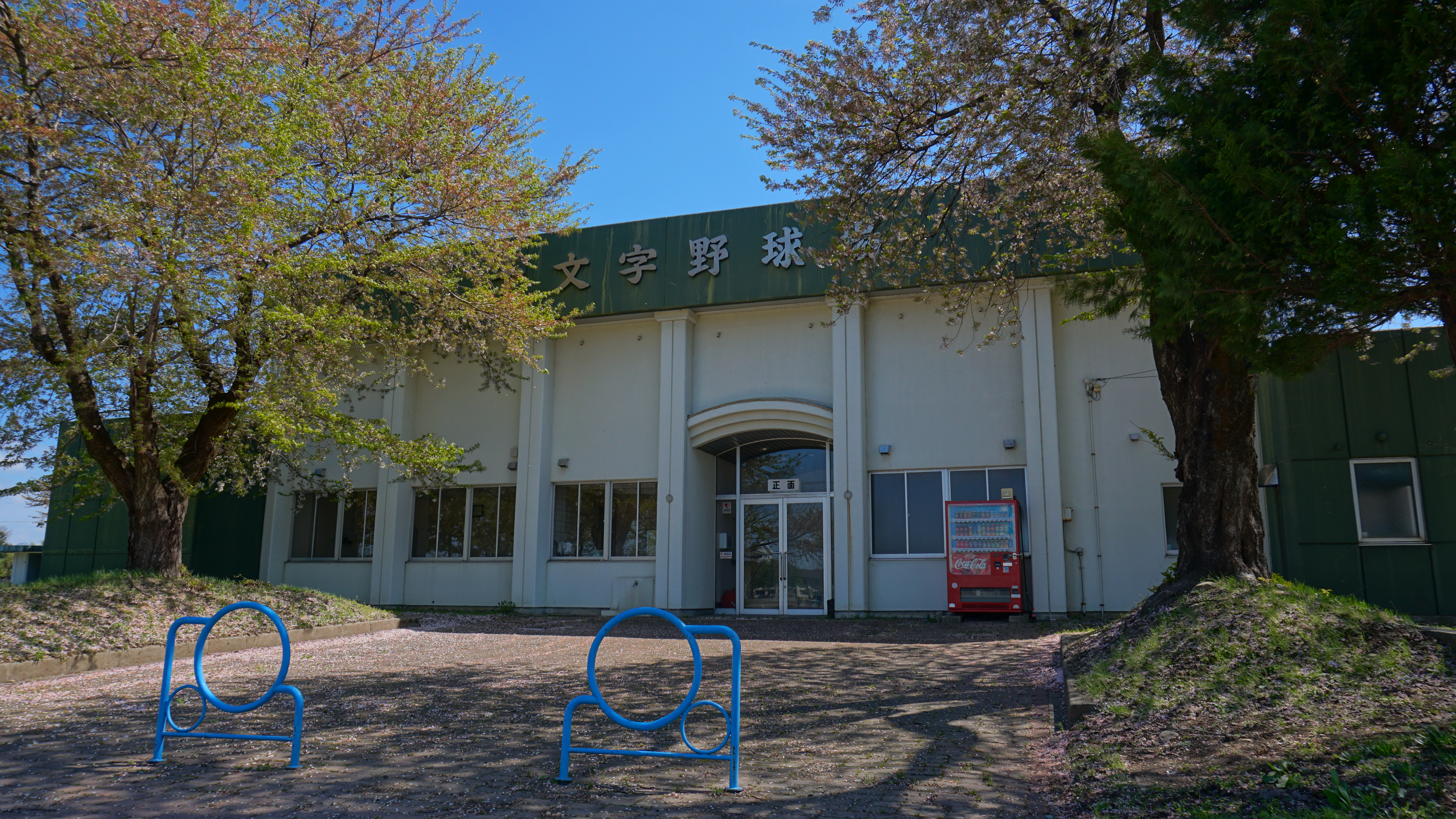
十文字野球場

- 横手市立十文字小学校
- 十文字陸上競技場
- 十文字野球場